# Summit (Utah)
Pour les articles homonymes, voir Summit.
Summit est une census-designated place du comté d'Iron, dans l'État de l'Utah, aux États-Unis. En 2020, elle compte une population de 170 habitants.